# 全力舞动
《全力舞动》（英語："On the Floor"，又译《舞力全开》），是由小岛唱片于2011年2月8日发行，收录于美国歌手詹妮弗·洛佩兹第七张录音室专辑《爱吗？》的主打单曲。歌曲除了是以舞蹈为导向的快节奏电子音乐和流行舞曲，也融入了欧洲舞曲及拉丁音乐的特色。歌曲被《公告牌》列为2011年年终公告牌百强单曲榜的第十一大热门歌曲，并在全球售出840万张，成为当年女艺人最畅销的单曲。